# Европейска корюшка
Osmerus eperlanus е вид лъчеперка от семейство Osmeridae. Видът не е застрашен от изчезване.

## Разпространение
Разпространен е в Беларус, Белгия, Великобритания, Германия, Гърнси, Дания, Джърси, Естония, Ирландия, Латвия, Литва, Ман, Нидерландия, Норвегия, Полша, Русия, Финландия, Франция, Чехия и Швеция.